# La venganza de las siete sillas
La venganza de las siete sillas es una novela de misterio del escritor belga Jean Ray. Pertenece a la serie protagonizada por el detective Harry Dickson, el llamado "Sherlock Holmes americano".

## Argumento
En este nuevo episodio se narran las crueles diversiones y amenazas del inexpugnable mundo del crimen —sociedades secretas, vampiros, asesinos— que actúa de manera subrepticia amparado en la doble personalidad de todos sus miembros. No se hace esperar la inevitable acción, que termina por desarticular esta dañina sociedad, de Tom Willis y del detective Harry Dickson.

## Capítulos
- I. Una extraña agresión
- II. Tom Willis quiere actuar solo
- III. Las dos primeras sillas
- IV. Un personaje importante
- V. Las últimas sillas

## Nota
La edición española, como la original, incluye otro relato, Las ideas del señor Triggs, que consta de dos capítulos:
- I. Una cena en Paternoster Row
- II. El corazón rojo

## Edición en español
La venganza de las siete sillas fue la duodécima novela aparecida en la colección «Harry Dickson», que Ediciones Júcar empezó a publicar en 1972.